# Маріке ван ден Гам
Маріке ван ден Гам  (нід. Marieke van den Ham, 21 січня 1983) — нідерландська ватерполістка, олімпійська чемпіонка.

## Виступи на Олімпіадах
| Олімпіада  | Дисципліна | Місце |
| ---------- | ---------- | ----- |
| Пекін 2008 | водне поло | 1     |